# Тищенко, Александр Валентинович
Александр Валентинович Тищенко (Alexandre V. Tishchenko) — российский и французский физик (интегральная и дифракционная оптика), профессор Университета Жана Монне.
Родился 10.06.1958 в Минске, там же окончил школу.
В 15-летнем возрасте поступил в МФТИ, выпускник 1979 года (диплом с отличием). Там же учился в аспирантуре (1979-1982, руководитель — нобелевский лауреат А. М. Прохоров).
С сентября 1979 по январь 1983 научный сотрудник, с января 1983 по 2000 старший научный сотрудник Института общей физики.
В составе коллектива в январе 1983 г. был удостоен медали Академии наук СССР для молодых ученых — за научные работы, посвященные исследованию двумерных периодических структур в волноводных лазерных структурах.
В 1998 году переехал во Францию и поступил на работу в лабораторию Убер Курьен университета Жана Монне.
В 2000 году защитил степень HDR (французский аналог докторской степени) и был назначен на должность профессора. Вскоре повышен до ранга профессора первого класса.
Научные достижения:
- предложил новый алгоритм поиска комплексных полюсов мероморфных функций, который применил для объяснения эффекта «переключения» через плазмонные моды дифракционных порядков с низкими потерями на отражательных металлических решетках, для исследования резонансов в системах металлических частиц, и для развития модального метода расчета дифракции на решетках;
- в области моделирования предложил новый метод строгого расчета дифракции на периодических структурах, метод обобщенных источников, обладающий линейной вычислительной сложностью и линейными требованиями к вычислительной памяти.
- рассматривая эталонные методы в теории дифракции, показал справедливость гипотезы Рэлея для глубоких дифракционных решеток и возможность получения решения с помощью соответствующего численного метода со сколько угодно высокой точностью.

В 2009—2013 годах в качестве приглашенного исследователя возглавлял три научно-исследовательских проекта лаборатории нанооптики и плазмоники МФТИ. В этот период был научным руководителем 6 аспирантов и в 15 диссертационных работах выступил в качестве консультанта.
Автор более 150 научных трудов. Статьи:
- Щербаков А.А., Тищенко А.В., Быстрый численный метод для моделирования одномерных дифракционных решеток, Квант. электроника, 40 (6), 538–544 (2010) / A.A.Shcherbakov, A.V.Tishchenko, Fast numerical method for modelling one-dimensional diffraction gratings, QUANTUM ELECTRON, 2010, 40 (6), 538–544.
- Ахмеджанов И.М., Тищенко А.В., Щербаков А.А. Моделирование рассеяния света на наночастицах сложной формы методом обобщенных источников, Оптика и спектроскопия, 105, 6, 1034 (2008).
- Excitation of a ridge waveguide by a normally incident light beam O. Parriaux, V. A. Sychugov, A. V. Tishchenko. Kvantovaya Elektronika, 22:6 (1995),  608–612
- Formation of antireflection microstructures on the surfaces of diamond plates by the laser patterning method. V. V. Kononenko, T. V. Kononenko, V. I. Konov, S. M. Pimenov, S. V. Garnov, A. V. Tishchenko, A. M. Prokhorov, A. V. Khomich. Kvantovaya Elektronika, 26:2 (1999),  158–162
- Efficient curvilinear coordinate method for grating diffraction simulation. Alexey A. Shcherbakov and Alexandre V. Tishchenko. Optics Express Vol. 21, Issue 21, pp. 25236-25247 (2013)

Победитель юношеского чемпионата Белоруссии по плаванию брассом 1974 года.
Умер 4 августа 2016 года после продолжительной тяжёлой болезни (онкология).